# Gran Premi de Doha de motociclisme de 2021
El Gran Premi de Doha de motociclisme de 2021 (oficialment anomenat TISSOT Grand Prix of Doha) va ser la segona prova del Campionat del Món de motociclisme de 2021. Va tenir lloc al Circuit Internacional de Losail, a Lusail, Qatar, el 4 d'abril de 2021.

## Resultats

### MotoGP
| Pos.                         | No. | Pilot             | Constructor | Voltes | Temps     | Graella | Punts |
| ---------------------------- | --- | ----------------- | ----------- | ------ | --------- | ------- | ----- |
| 1                            | 20  | Fabio Quartararo  | Yamaha      | 22     | 42:23.997 | 5       | 25    |
| 2                            | 5   | Johann Zarco      | Ducati      | 22     | +1.457    | 2       | 20    |
| 3                            | 89  | Jorge Martín      | Ducati      | 22     | +1.500    | 1       | 16    |
| 4                            | 42  | Álex Rins         | Suzuki      | 22     | +2.088    | 8       | 13    |
| 5                            | 12  | Maverick Viñales  | Yamaha      | 22     | +2.110    | 3       | 11    |
| 6                            | 63  | Francesco Bagnaia | Ducati      | 22     | +2.642    | 6       | 10    |
| 7                            | 36  | Joan Mir          | Suzuki      | 22     | +4.868    | 9       | 9     |
| 8                            | 33  | Brad Binder       | KTM         | 22     | +4.979    | 18      | 8     |
| 9                            | 43  | Jack Miller       | Ducati      | 22     | +5.365    | 4       | 7     |
| 10                           | 41  | Aleix Espargaró   | Aprilia     | 22     | +5.382    | 7       | 6     |
| 11                           | 23  | Enea Bastianini   | Ducati      | 22     | +5.550    | 19      | 5     |
| 12                           | 21  | Franco Morbidelli | Yamaha      | 22     | +5.787    | 10      | 4     |
| 13                           | 44  | Pol Espargaró     | Honda       | 22     | +6.063    | 15      | 3     |
| 14                           | 6   | Stefan Bradl      | Honda       | 22     | +6.453    | 11      | 2     |
| 15                           | 88  | Miguel Oliveira   | KTM         | 22     | +8.928    | 12      | 1     |
| 16                           | 46  | Valentino Rossi   | Yamaha      | 22     | +14.246   | 21      |       |
| 17                           | 30  | Takaaki Nakagami  | Honda       | 22     | +16.241   | 16      |       |
| 18                           | 10  | Luca Marini       | Ducati      | 22     | +16.472   | 13      |       |
| 19                           | 9   | Danilo Petrucci   | KTM         | 22     | +16.779   | 17      |       |
| 20                           | 32  | Lorenzo Savadori  | Aprilia     | 22     | +38.775   | 22      |       |
| –                            | 73  | Àlex Márquez      | Honda       | 12     | –         | 14      |       |
| –                            | 27  | Iker Lecuona      | KTM         | 12     | –         | 20      |       |
| INFORME OFICIAL CURSA MOTOGP |     |                   |             |        |           |         |       |

| Prova anterior: Gran Premi de Qatar de 2021 | Temporada 2021     | Prova següent: Gran Premi de Portugal de 2021 |
| Prova anterior: Cap                         | Gran Premi de Doha | Prova següent: Cap                            |